# Устройство обработки банкнот
Виды банковского оборудования, применяемые на различных этапах обработки банкнот (при проверке подлинности, пересчёте, сортировке, упаковке и выдаче) объединяются общим понятием устройств обработки банкнот.

## Проверка подлинности
В режиме приёма наличности важнейшей функцией является определение подлинности банкнот. Она может осуществляться автоматическими детекторами и визуальными (просмотровыми) детекторами.
Автоматические детекторы при помощи роликового механизма «подхватывают» купюры, вставленные оператором в приёмное отверстие, и проводят их через ряд датчиков. Такие устройства также называют банкнотоприёмниками. На сегодняшний день самыми надежными детекторами банкнот являются автоматические детекторы, которые прошли проверку и заключение ЭКЦ МВД России, то есть официальное подтверждение уровня защиты. Детекторы бывают моновалютными, которые работают с одним видом валюты, или мультивалютные. Одним из важных преимуществ детекторов нового поколения является их высокая степень проверки, а также удобство работы, так как подача банкнот осуществляется любой стороной.
Самый простой вариант автоматического детектора имеет всего два светодиода: зелёный, который загорается при положительном результате проверки, и красный, предупреждающий о возможной подделке.
Более сложные автоматические детекторы могут дополняться следующими устройствами:
- жидкокристаллическим дисплеем с подсветкой и сенсорной панелью управления;
- многоэлементным датчиком магнитного поля, позволяющим считывать магнитную карту банкноты;
- оптическими датчиками, которые контролируют карту водяных знаков, оптический образ банкноты, оптическую плотность бумаги,
- оптическими датчиками, работающими в ИК-диапазоне спектра, которые считывают ИК-карту банкноты — рисунок, выполненный ИК-метамерными красками;
- оптико-механическим датчиком размера, измеряющим длину проверяемой банкноты.

Такие детекторы предназначены для банков и прочих учреждений с большими оборотами наличности.
В отличие от автоматических детекторов, которые тестируют главным образом машиночитаемые признаки защиты купюр, просмотровые детекторы предназначены для визуального контроля. Оператор, работающий на просмотровом детекторе, сам определяет, является ли проверенная банкнота подлинной. Правильность такого решения существенно зависит как от конструктивных особенностей прибора, так и от квалификации и опыта оператора.
Визуальные детекторы по характеру определения защитных признаков подразделяются на ультрафиолетовые (УФ), инфракрасные (ИК), комбинированные (УФ-ИК).
Ультрафиолетовые детекторы, являясь наиболее востребованными, на российском рынке представлены очень широко. Стандартный УФ-детектор даёт возможность обнаружить светящиеся при ультрафиолетовом освещении метки. Более продвинутые модели обладают дополнительными (опциональными) возможностями: нижний белый свет (для проверки водяных знаков), верхний белый свет. (помогает рассмотреть купюру или проверить её размер при помощи специальных меток на рабочем столе детектора), лупа (может иметь увеличение до 10-кратного).
Инфракрасные детекторы выявляют наличие инфракрасных меток, нанесённых специальными метамерными красками. Считается, что подделка ИК-меток достаточно трудоёмка и дорога, поэтому защита банкнот именно таким образом — одна из самых надёжных.
Универсальные детекторы состоят из различных комбинаций увеличительных луп, источников белого и УФ-освещения, а также более сложных приборов — визуализаторов защитных меток, манипуляторов наподобие компьютерной мыши и т. п. Для их эффективного использования оператор должен обладать определённым опытом и к тому же иметь под рукой справочно-методическую литературу.
Наиболее продвинутые визуальные детекторы имеют соответствующий интерфейс для подключения к компьютеру и специальное программное обеспечение, позволяющее производить цифровую обработку изображений, выполнять различные преобразования графических данных (наложение и вычитание элементов изображений, совмещение разных фрагментов и др.), производить различные измерения (расстояния между точками, углы, длину кривой и т. д.), делать распечатки необходимой информации, создавать собственные базы данных.
Для обработки наличности в центральных банках и других организациях с очень большим оборотом наличности разработаны высокопроизводительные системы. Эти системы контролируют как видимые, так и машиночитаемые признаки банкнот со скоростями до 40 банкнот в секунду. Они же могут применяться в качестве высокопроизводительных автоматических детекторов в кассовых подразделениях центральных и региональных банков. Для других предприятий, имеющих дело с большими массами наличности, разработаны аналогичные менее мощные по производительности модели.

## Пересчёт банкнот

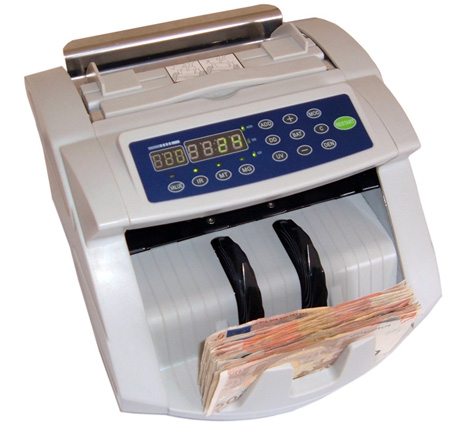
Машина для пересчёта банкнот.

Автоматические машины для счёта банкнот появились в мире в 1920-х гг. В 1970-х годах начат серийный выпуск модели СДБ-1М заводом «Точмаш» (Калининград), в 1988 году — модели СДБ-2 («Сарапул 1200», здесь 1200 — скорость в банкнотах в минуту).
Все счётчики считают банкноты приблизительно по одному и тому же принципу: используя систему роликов, счётчик захватывает из загрузочного бункера по одной банкноте, транспортирует её по тракту и складывает в приёмный лоток. Проходя по тракту, купюры прерывают световой поток, определяя таким образом их количество. Как правило, скорость счёта может достигать 600/1200/1500/2000 банкнот в минуту.
Счётчики банкнот, которые осуществляют только счёт банкнот, называют также купюросчётными машинками.
Достаточно широко распространены счётчики банкнот с одновременной проверкой подлинности. Определение подлинности в таких системах, как правило, осуществляется путём сравнения «образа» распознаваемой банкноты с записанным в памяти.
В последнее время широкое распространение получили так называемые «двукарманные» счетчики с детекцией, позволяющие без остановки пересчитывать банкноты и отсеивать подозрительные или поддельные банкноты.
Работать с уже обандероленными купюрами позволяют вакуумные счётчики, в которых пересчёт происходит только по уголку банкноты с помощью системы вакуумных головок. Такие счётчики могут пересчитывать банкноты только в пачках, перехваченных бумажной лентой в одном направлении. В России же пачки обандероливаются крест-накрест.
У наиболее продвинутых моделей счётчиков имеются гнёзда (порты) для подключения внешнего оборудования (например, выносного дисплея, позволяющего покупателю следить за действиями кассира в обменном пункте). В некоторых моделях предусмотрен порт RS-232 (serial) для подключения к компьютеру с установкой соответствующего программного обеспечения. Это позволяет получать результаты счёта на мониторе и сразу же их обрабатывать.

## Рециркуляторы
Для обеспечения обработки денежной наличности внутри банковской сети применяются рециркуляторы банкнот (англ. Teller Cash Recycler, TCR), которыми могут быть оборудованы рабочие места операционных работников, выполняющих одновременно функции кассира.
Такие автоматы, работая в режиме приёма наличности, определяют номинал и количество банкнот, проверяют их подлинность, возвращают подозрительные, рваные, с загнутыми углами и выделяют в отдельную ячейку банкноты подлинные, но непригодные к дальнейшему обращению, а годные рассортировывают по ячейкам барабана (или кассетам) согласно номиналам. После чего определяется сумма проводимой транзакции. Проверка подлинности осуществляется в основном четырьмя типами детекторов (оптическим, УФ-детектором, магнитным, ИК-детектором). В режиме выдачи наличности по запросу кассира из ячеек барабанов (или кассет) с годными к обращению банкнотами выдается заданная сумма.
Кроме того, используются системы, предназначенные для обработки наличности на всех этапах её обращения: от кассы коммерческого банка до кассового центра центрального банка.